# Sankt Kunigunda
Sankt Kunigunda ist ein Gemeindeteil der Stadt Lauf an der Pegnitz im Landkreis Nürnberger Land (Mittelfranken, Bayern).  Sankt Kunigunda liegt in der Gemarkung Lauf an der Pegnitz.

## Geografie
Der Weiler befindet sich knapp eineinhalb Kilometer nordnordwestlich des Ortszentrums von Lauf und liegt auf dem 383 m ü. NHN hohen Kunigundenberg. Die Anbindung an das öffentliche Straßennetz wird durch eine Gemeindestraße hergestellt, die über den westlichen Hang des Kunigundenberges zu dem Weiler hinaufführt.

## Geschichte
Gegen Ende des 15. Jahrhunderts wurde von einem Laufer Bürger mit dem Namen Theuerlein der Bau einer Kapelle auf dem Gipfelplateau des Kunigundenberges veranlasst. Dieses Bauwerk, die heutige Kunigundenkirche (Sankt Kunigund), bildete den Kristallisationskern für die Entstehung der Ortschaft.
Durch die zu Beginn des 19. Jahrhunderts im Königreich Bayern durchgeführten Verwaltungsreformen wurde der Ort mit dem zweiten Gemeindeedikt zu einem Bestandteil der Munizipalgemeinde Lauf. 1961 zählte Sankt Kunigunda 17 Einwohner.

## Baudenkmäler
Mit der evangelisch-lutherischen Kirche Sankt Kunigund befindet sich ein weithin sichtbares Baudenkmal in der Ortschaft. Es handelt sich dabei um einen einschiffigen Bau mit polygonalem kreuzgewölbtem Chor, der im späten 15. Jahrhundert errichtet wurde.